# Otto Sander
Otto Sander (Hannover, 1941. június 30. – Berlin, 2013. szeptember 12.) német színész.

## Filmjei
| Év   | Magyar cím           | Eredeti cím                                       | Rendező                             | Jegyzetek         |
| ---- | -------------------- | ------------------------------------------------- | ----------------------------------- | ----------------- |
| 1964 |                      | Ludwig                                            | Roland Klick                        | rövidfilm         |
| 1970 |                      | Nicht fummeln, Liebling                           | May Spils                           |                   |
| 1974 |                      | Einer von uns beiden                              | Wolfgang Petersen                   |                   |
| 1974 |                      | Meine Sorgen möcht’ ich haben                     | Wolf Gremm                          |                   |
| 1975 |                      | Lehmanns Erzählungen                              | Wolfgang Staudte                    |                   |
| 1975 |                      | Sommergäste                                       | Peter Stein                         |                   |
| 1976 | O. márkiné           | Die Marquise von O.                               | Éric Rohmer                         |                   |
| 1976 |                      | Vier gegen die Bank                               | Wolfgang Petersen                   |                   |
| 1979 |                      | Phantom                                           | René Perraudin, Uwe Schrader        | rövidfilm         |
| 1979 | A bádogdob           | Die Blechtrommel                                  | Volker Schlöndorff                  |                   |
| 1979 | Tetthely             | Tatort – Mitternacht, oder kurz danach            | Philip Koch                         | 103. epizód       |
| 1980 |                      | Palermo oder Wolfsburg                            | Werner Schroeter                    |                   |
| 1980 |                      | Die Ursache                                       | Michael Verhoeven                   | TV                |
| 1981 |                      | Im Schlaraffenland. Ein Roman unter feinen Leuten | Fritz Umgelter                      | TV                |
| 1981 |                      | Ein Fall für Otto Spalt                           | René Perraudin, Uwe Schrader        | rövidfilm         |
| 1981 | A tengeralattjáró    | Das Boot                                          | Wolfgang Petersen                   |                   |
| 1981 |                      | Der Mann im Pyjama                                | Christian Rateuke, Hartmann Schmige |                   |
| 1981 |                      | Kalt wie Eis                                      | Carl Schenkel                       |                   |
| 1982 |                      | Wer spinnt denn da, Herr Doktor?]                 | Stefan Lukschy, Christian Rateuke   |                   |
| 1983 |                      | Eine Liebe in Deutschland                         |                                     |                   |
| 1986 |                      | Rosa Luxemburg                                    | Margarethe von Trotta               |                   |
| 1986 |                      | Miko – Aus der Gosse zu den Sternen               | Frank Ripploh                       |                   |
| 1986 |                      | Caspar David Friedrich – Grenzen der Zeit         | Peter Schamoni                      |                   |
| 1987 | Berlin felett az ég  | Der Himmel über Berlin                            | Wim Wenders                         |                   |
| 1987 |                      | Wahnfried                                         | Peter Patzak                        |                   |
| 1987 |                      | Zum Beispiel Otto Spalt                           | René Perraudin                      |                   |
| 1988 | A nyomozó            | Der Fahnder – Nebenjob                            | Max Färberböck                      |                   |
| 1989 |                      | Der Bruch                                         | Frank Beyer                         |                   |
| 1993 | Távol és mégis közel | In weiter Ferne, so nah!                          | Wim Wenders                         |                   |
| 1994 |                      | Das Loch                                          | Matthias Heise                      | rövidfilm         |
| 1994 |                      | A rendőrség száma 110 – Totes Gleis               | Bernd Böhlich                       | 130. epizód       |
| 1994 | Álomhajó             | Das Traumschiff – Mauritius                       | Gero Erhardt                        | 25. epizód        |
| 1995 |                      | Das Versprechen                                   | Margarethe von Trotta               |                   |
| 1995 | A Nikolai-templom    | Nikolaikirche                                     | Frank Beyer                         | TV                |
| 1995 |                      | Matulla und Busch                                 | Matti Geschonneck                   | TV                |
| 1996 |                      | Kondom des Grauens]                               | Martin Walz                         |                   |
| 1996 |                      | Gespräch mit dem Biest                            | Armin Mueller-Stahl                 |                   |
| 1996 |                      | Wolffs Revier – Eiskalt                           |                                     | 6. évad; 3.epizód |
| 1996 |                      | Abendbrot                                         | Sören Voigt                         |                   |
| 1997 |                      | Comedian Harmonists                               | Joseph Vilsmaier                    |                   |
| 1998 |                      | A rendőrség száma 110 – Das Wunder von Wustermark | Bernd Böhlich                       | 196. epizód       |
| 1998 | Szép vagyok?         | Bin ich schön?                                    | Doris Dörrie                        |                   |
| 1998 |                      | Untersuchung an Mädeln                            | Peter Payer                         |                   |
| 1999 |                      | Der Einstein des Sex                              | Rosa von Praunheim                  |                   |
| 2000 | A nyomorultak        | Les Misérables – Gefangene des Schicksals         | Josée Dayan                         | 4 részes          |
| 2000 | Marlene              | Marlene                                           | Joseph Vilsmaier                    |                   |
| 2001 |                      | Sass                                              | Carlo Rola                          |                   |
| 2002 |                      | Tödliches Vertrauen                               | Johannes Grieser                    |                   |
| 2003 |                      | Donau, Duna, Dunaj, Dunav, Dunarea                | Goran Rebić                         |                   |
| 2005 |                      | Little Spoon                                      | Régine Provvedi                     |                   |
| 2005 | A köpenicki kapitány | Der Hauptmann von Köpenick                        | Matthias Hartmann                   |                   |
| 2005 |                      | A rendőrség száma 110 – Dettmanns weite Welt      | Bernd Böhlich                       |                   |
| 2005 | Tetthely             | Tatort – Die Spieler                              | Michael Verhoeven                   | 585. epizód       |
| 2012 |                      | Die Schuld der Erben                              | Uwe Janson                          |                   |
| 2012 |                      | Bis zum Horizont, dann links!                     | Bernd Böhlich                       |                   |
| 2013 |                      | SOKO Wien – Familienbande                         | Manuel Flurin Hendry                | 100. epizód       |
| 2013 |                      | A rendőrség száma 110 – Vor aller Augen           | Bernd Böhlich                       | 335. epizod       |

## Fordítás
- Ez a szócikk részben vagy egészben  az   Otto Sander című német Wikipédia-szócikk fordításán alapul.  Az eredeti cikk szerkesztőit annak laptörténete sorolja fel. Ez a jelzés csupán a megfogalmazás eredetét és a szerzői jogokat jelzi, nem szolgál a cikkben szereplő információk forrásmegjelöléseként.